# Kanorba elegantula
Kanorba elegantula är en insektsart som beskrevs av Rauno E. Linnavuori 1959. Kanorba elegantula ingår i släktet Kanorba och familjen dvärgstritar. Inga underarter finns listade i Catalogue of Life.